# Saint-Imier
Saint-Imier é uma comuna da Suíça, localizada no Cantão de Berna. Estende-se por uma área de 20,89 km², de densidade populacional de 228 hab/km². Confina com as seguintes comunas: Sonvilier, Villeret, Muriaux, Le Noirmont, Les Bois, Le Pâquier (NE) e Villiers (NE).
A língua oficial nesta comuna é o francês, uma vez que Saint-Imier está localizada na parte do cantão denominada Jura Bernense (Jura Bernois), que é a sua porção francófona.

## Demografia
A comuna possui uma população de 4.771 habitantes, de acordo com o censo de 2010.  Em 2007, 22,3% da população era composta por estrangeiros.

### Idiomas
De acordo com o censo de 2000, a maioria da população fala francês (84,2%), sendo o alemão a segunda língua mais comum, com 6,6%, e, em terceiro lugar, o italiano, com 3,8%.

## História
Seu nome se refere a Imerius de Immertal, um santo do século VII.

## Geografia
Saint-Imier tem uma área de 20,9 km2. Desta área, 47,9%  é usada na agricultura, enquanto 42,5% é ocupada por florestas. Do resto do território, 9% é construído (estradas ou imóveis), e o restante (0,6%) é de áreas não-produtivas (rios ou glaciares).

## Indústria
Saint-Imier é a sede da fábrica de relógios Longines. A fábrica de relógios Breitling foi fundada em Saint-Imier, mas teve a sede mudada para Grenchen, no Cantão Solothurn.

## Personalidades
- Alain Auderset, autor de livros cômicos
- George-Emile Eberhard, empresário suíço do ramo de relógios